# Теддер, Райан
Райан Бенджамин Теддер (англ. Ryan Benjamin Tedder, род. 26 июня 1979) — американский певец, автор песен и композитор, вокалист поп-рок группы OneRepublic. Также известен как автор песен и продюсер различных исполнителей, таких как Адель, Бейонсе, Гевин ДеГро, Джеймс Блант, Дженнифер Лопес, Джордин Спаркс, Деми Ловато, Келли Кларксон, Кэрри Андервуд, Леона Льюис, Пол Окенфолд, Себастьян Ингроссо, Элли Голдинг, Birdy, B.o.B, Far East Movement, Gym Class Heroes, K'naan, Maroon 5, One Direction, Jonas Brothers, группы Тату и многих других. В 2008 две песни его авторства оказались самыми часто играемыми в радиоэфире за всю предшествовавшую историю. Райан был номинирован на 9 Грэмми, 3 из которых он выиграл.
В 2014 году Billboard назвал его «Тайным королём поп-музыки» и показал на обложке журнала.

## Биография
Родился 26 июня 1979 года в маленьком городе Талса в Оклахоме в семье потомственных миссионеров и пасторов. Правильной транскрипцией его фамилии является «Тедер», поскольку произошла она от англосаксонского корня с одной d — teoda (theudo).
В три года его отец, любивший музыку, начал учить сына играть на фортепиано по методу Синъити Судзуки, предполагающем каждодневную практику. Петь Райан начал в семь лет сам по себе, подражая своим любимым артистам — Джону Леннону, Питеру Габриэлю, Стиви Уандеру и Стингу. Начиная с 18 лет он начал обучаться пению профессионально по два часа в день.
Подростком он переехал в Колорадо-Спрингс, пошёл учиться в христианскую школу где подружился с будущим сооснователем «OneRepublic» Заком Филкинсом во время тренировок школьной футбольной команды. До этого он посещал харизматический духовный университет, но закончил его только в 2001, получив статус бакалавра искусств по специальности реклама и PR.

## Карьера
До того, как его взяли на стажировку в DreamWorks в Нашвилле, он работал официантом и продавцом-консультантом, предлагая свои песни по 300 долларов различным продюсерам. В 21 Райана выбрал участник группы 'N Sync Лэнс Басс для шоу талантов на MTV. Райан исполнил вживую песню собственного сочинения «The Look» и выиграл контракт с компанией Лэнса «Free Lance Entertainment», однако, альбома записано не было. Как сказал через несколько лет сам Райан, всё шоу было

ненастоящим. Это был просто пускание пыли в глаза, которое ни во что не вылилось.
Оригинальный текст (англ.)
wasn't real. It was just a bunch of hype that didn't turn into anything.

— Интервью для BBC
В 2002 его заметил успешный хип-хоп продюсер Тимбалэнд и пригласил писать песни для различных артистов.
Райан сотрудничал со многими исполнителями в разных жанрах. Но Райан хотел быть звездой, а не писать песни для них:

Я бы мог просто писать песни и жить беззаботно. Но я знал, что обязан быть артистом. Я хотел создать рок-группу и создавать собственную музыку.
Оригинальный текст (англ.)
I could have just written songs and lived a carefree life, but I knew that I had to be an artist. I wanted to form a rock band and create my own sound

— [top40.about.com/od/popmusicproducers/p/ryantedder.htm Биография на Top 40]
Начиная с 2004 года группа Райана набирала популярность на MySpace.
В 2006 году Тимбаленд основал свою звукозаписывающую компанию «Mosley Music group» и заключил с группой OneRepublic, от которой два года назад отказалась Columbia Records, контракт. Ранее, Райан переехал жить в Лос-Анджелес. Спустя год был выпущен дебютный альбом группы, содержащий написанную Райаном самую продаваемую песню за 10 лет «Apologize».
В первую же неделю песню заказали на американских радио-станциях 10,331 раз.
В том же году «Bleeding Love», самый продаваемый сингл 2007 в Британии, дебютировал и добился успеха в США, за что Райан получил награду Американской ассоциации авторов песен. За неё же в 2009 Райан был номинирован на премию Грэмми в номинации Запись года.
В 2009 его обвинили в самоплагиате двух песен — «Halo» Бейонсе и «Already Gone» Келли Кларксон. Это возмутило Келли, а Бейонсе получила две номинации на Грэмми 2010 за Песню года и Альбом года. Примечательно, что «Halo» изначально писалась для Леоны Льюис.
В конце 2009 Райан основал свою компанию «Patriot Records» для исполнителей — KAY, Nikki Flores и компанию «Patriot Games Publishing» для продюсеров — Jerrod «SKINS» Bettis, Inflo1st, Noel Zancanella, Nicholas «RAS» Furlong, Brent Kutzle.

## Личная жизнь
Райан женат на Женевьеве, у них есть сын Коупленд Круз, родившийся 2 августа 2010 года в Денвере, Колорадо и сын Майлз (2014). Двоюродные братья Райана Адам, Эшли и Остин создали группу «Sons of Sylvia», для которой Райан написал песню «Love Left to Lose».

## Дискография

### Альбомы OneRepublic
- Dreaming Out Loud (2007)
- Waking Up (2009)
- Native (2013)
- Oh My My (2016)
- Human (2021)
- Artificial Paradise (2024)

### Сотрудничество
В данном списке представлены лишь некоторые композиции, написанные и спродюсированные Райаном.
| Композиция                     | Исполнитель              |
| ------------------------------ | ------------------------ |
| «4 Days In September»          | Step Up                  |
| «Already Gone»                 | Келли Кларксон           |
| «Someone is you»               | Алсу                     |
| «Amnesia»                      | Дима Билан               |
| «Barely Breathe»               | Pussycat Dolls           |
| «Battlefield»                  | Джордин Спаркс           |
| «Be Alright»                   | Шейн Уорд                |
| «Beautiful»                    | Westlife                 |
| «Bleeding Love»                | Леона Льюис              |
| «Climbing Up the Walls»        | Крис Корнелл             |
| «Divine»                       | t.A.T.u                  |
| «Do It Well»                   | Дженнифер Лопез          |
| «Gypsy Woman»                  | Хилари Дафф              |
| «Halo»                         | Бейонсе                  |
| «Happy»                        | Леона Льюис              |
| «He Said She Said»             | Эшли Тисдейл             |
| «Life Without You»             | Наташа Бедингфилд        |
| «Love Like This»               | Шон Кингстон             |
| «Master Plan»                  | Адам Ламберт             |
| «Not Over»                     | Пол Окенфолд             |
| «Reach Out»                    | Хилари Дафф              |
| «Rocketeer»                    | Far East Movement        |
| «Shadows»                      | Westlife Backstreet Boys |
| «Sleepwalker»                  | Адам Ламберт             |
| «So Far Gone»                  | Джеймс Блант             |
| «Stay the Night»               | Джеймс Блант             |
| «Thank You For The Heartbreak» | Sugababes                |
| «Undone»                       | Backstreet Boys          |
| «XO»                           | Бейонсе                  |
| «Burn»                         | Элли Голдинг             |
| «I Want You To Know»           | Zedd и Селена Гомез      |
| «Most Girls»                   | Хейли Стейнфилд          |
| «Sucker»                       | Jonas Brothers           |